# Linda Moore
Linda Moore (* 24. Februar 1954 in Vancouver, British Columbia) ist eine kanadische Curlerin und Olympiasiegerin. 
Ihr internationales Debüt hatte Moore bei der Weltmeisterschaft 1985 in Jönköping, wo sie die Goldmedaille gewann. 
Moore spielte als Skip der kanadischen Mannschaft bei den XV. Olympischen Winterspielen 1988 in Calgary im Curling. Die Mannschaft gewann die olympische Goldmedaille nach einem 7:5-Sieg im Finale gegen Schweden um Skip Elisabeth Högström. Da Curling damals noch eine Demonstrationssportart war, besitzt die Medaille keinen offiziellen Status.

## Erfolge
- 1. Platz Olympische Winterspiele 1988 (Demonstrationswettbewerb)
- Weltmeisterin 1985